# La Marea
La Marea es un medio de comunicación en español, editado en papel y de carácter mensual. Asimismo cuenta con una versión digital. La Marea surge de la cooperativa periodística MásPúblico Sociedad Cooperativa fundada por extrabajadores de la edición en papel del diario Público. El primer número salió a la venta el 21 de diciembre de 2012.

## Orígenes de la Cooperativa MásPúblico
Tras imprimirse el último ejemplar de Público, el 23 de febrero de 2012, sus dueños despidieron al 85% de los trabajadores, algunos de los cuales decidieron fundar una cooperativa para comprar la cabecera que había salido a subasta. El 22 de junio de 2012, se celebra la subasta de la cabecera que finalmente es ganada por una inmobiliaria formada por prácticamente los mismos accionistas de Mediapubli, anterior dueño de la cabecera.
La cooperativa, inspirada en el éxito del diario alemán Die Tageszeitung, está compuesta de trabajadores y lectores con la intención de crear un medio de masas libre de intereses empresariales y políticos, al contar con una base financiera independiente creada por miles de socios y lectores.
Tras la creación de la cooperativa, 500 personas se unieron al proyecto mediante la compra de participaciones 1000 euros, o campañas de microfinanciación.
La Marea impulsa La Uni Climática, un espacio formativo sobre la crisis climática que cuenta con referentes y expertas entre las que se encuentra Yayo Herrero o Rosario Alcantarilla Ramos.